# Émeric Ier de Quart
Émeric ou Aymeri Ier de Quart  (Latin: Emericus de Quarto Hemericus, Eymericus) mort le 1er septembre 1313, ecclésiastique valdôtain et Bienheureux qui fut évêque d'Aoste de 1301 à 1313.

## Origine
Émeric ou Aymeri de Quart est le fils de Zacharie dit Jacques II (cité entre 1231 et 1281) seigneur de Quart dont la lignée est issue de l'antique et noble maison d'Aoste dite la « Porte Saint-Ours », qui a déjà donné trois évêques au diocèse d'Aoste. Son frère aîné, Jacques III, perpétue le nom pendant que son frère Aymon de Quart est évêque de Genève et ses deux autres frères Henri prévôt de la Cathédrale d'Aoste de 1288 à 1318 et Guillaume archidiacre.

## Épiscopat
Émeric est chanoine de la Collégiale de Saint-Ours comme le confirme la mention de son décès dans le  Martyrologe de la Cathédrale d'Aoste. il est sans doute l'« Emericus de Quarto subdiaconus » qui reçoit des prébendes de la Cathédrale en 1288 et 1300. Il figure dans l'acte du 8 novembre 1298 par lequel son prédécesseur l'évêque d'Aoste Nicolas Ier de Bersatoribus, unit l'hospice de Saint-Ours et la collégiale homonyme. Le premier acte dans lequel il apparait comme évêque d'Aoste est du 8 février 1302. Pendant son épiscopat il fait compiler le Liber censum de l'évêché en 1305 et institue la « Fête de la Conception de la Vierge » le 3 mars 1311. Sa mort est relevée par le « Martyrologicum » de la cathédrale le 1er septembre 1313 « Kal. Set... et obitus Eymerici de Quarto epsicopi Aug....AD: M. CCC. XIII. » et au nécrologe de le Collégiale.
Émeric de Quart est inhumé dans la chapelle de la Conception derrière le chœur de la Cathédrale. Sa tombe est relevée en 1551 et en 1817 et ses ossements transférés dans une châsse. L'évêque fait l'objet d'un « culte immémorial » dans son diocèse encouragé par ses successeurs. Sa vie et ses vertus sont développées de manière hagiographique par l'abbé Henry, toutefois, il n'est confirmé comme Bienheureux que 14 juillet 1889 par le Pape Léon XIII. Sa fête est fixée le 1er septembre dans sa paroisse de Quart et le 1er août par le Martyrologe romain.